# Terme dell'Osa
Le terme dell'Osa si trovano ai piedi del Poggio Talamonaccio, località del comune di Orbetello (Grosseto) che vide insediamenti etruschi e poi romani ampiamente documentati.

## Storia
Agli inizi del XIV secolo, Siena divenne padrona di Talamone e nel 1337 fu fatta una descrizione del territorio acquisito in cui compaiono le terme dell'Osa col nome di "Balneum Caldanellarum", e sono localizzate lungo una stradella che conduceva a Magliano, ai piedi del colle che allora non si chiamava Talamonaccio, ma con il più antico toponimo: Marta.
Il catasto senese del 1430, registrava il bagno sulfureo della Marta come "Bagno de le Caldane" e indicava il colle retrostante, dove ora si trova il residence Osa, come "el pogio de le Caldane". Al tempo in cui Talamone e i dintorni dipendevano, quale Stato dei Presidi, dai Borboni di Napoli, pare che Ferdinando IV si interessasse alle acque termali dell'Osa per renderle più accessibili e utili.
Nel 1786 il Dottor Deirnich del Regio Ospedale di Orbetello, ricevette l'incarico di effettuare un'analisi fisico-chimica delle acque termali dell'Osa e, basandosi per lo più sulle testimonianze della tradizione locale, le definì "pregevoli...sebbene abbandonate in una quasi deserta campagna", e conferì loro l'impegnativo, ma lusinghiero, appellativo di "Probatica Piscina, ove gli uomini di campagna e gli animali trovano in pochissimi giorni la perfetta guarigione di tutti i loro mali cutanei, e delle ostinate doglie e reumatulgìe, non meno che di schifose piaghe".
Il sovrano pensò dunque di alzare un grande edificio con larghezza di spesa, ma il restauro delle terme non avvenne, per colpa delle difficoltà politiche che i tempi riservarono alla corona dei Borboni così che nel 1793 le terme e i suoi dintorni apparvero in desolate condizioni al geografo Giorgio Santi che, nel suo "Viaggio al Monte Amiata", parlò di terme ancora frequentate, ma in stato di abbandono tanto da apparirgli come "due pozzangheracce di acqua stagnante, fetida e fredda" che non esitò a definire "pestifere".
Un erudito talamonese dell'Ottocento, Ferdinando Carchidio, nelle sue "Memorie storiche dell'antico e moderno Talamone", torna ad esaltare le virtù delle acque delle Terme dell'Osa ravvisando nel nome un antico etimo beneaugurale ("medicare e guarire") e descrive la vasca naturale d'acqua misurandola in 60 braccia di larghezza e 30 di lunghezza, per una profondità, al centro di soli 12 palmi. Attorno, non vide che opere murarie in rovina e un "rimasuglio del mosaico di pietrucce versicolori".
Attualmente le Terme dell'Osa versano in condizioni analoghe di degrado e di abbandono. Negli anni settanta era stato tentato di riportarle in vita ma l'iniziativa che aveva portato alla costruzione di alcuni edifici è stata velocemente abbandonata. Negli anni novanta le terme erano ritornate ad un uso da parte di chi ne aveva conoscenza simile a quello citato dal Dottor Deirnich. Successivamente la locale ASL ne ha proibito l'accesso per motivi di sicurezza ed igiene. Nel 2003 il progetto di ristrutturazione è ripreso ma per negligenze del Comune l'appalto si è interrotto e adesso la struttura si trova al centro di un contenzioso.

## Caratteristiche dell'acqua
L'acqua in questione, secondo la perizia analitica dell'Arpat di Pisa del 21/01/1999 è un'acqua ad alta mineralizzazione (residuo fisso a 180* :21,685 gr/l) classificabile come cloruro-sodica (salsa) solfato-calcica, alcalina, medio sulfurea. Esse fondono infatti l'attività tipica delle sorgenti salse, di quelle solfate, di quelle sulfuree e al tempo stesso carboniche. Si tratta quindi di un'acqua molto interessante dal punto di vista fisico - chimico con forti implicazioni biomediche in diversi settori.
In base alle normative vigenti I'acqua minerale, por essere considerata carbonica, deve contenere almeno 300 cm³ di CO2 libera per litro. Nella nostra acqua tale livello è superato e quindi è logica l'indicazione angiologica, soprattutto considerando l'elevato grado solfidrometrico (12 mg/l).

## Proprietà dell'acqua
Le acque dell'Osa, dunque, assumono una elevata valenza terapeutica anche per la presenza di rilevanti quantità di elementi di provata efficacia nel campo dermatologico e in molteplici affezioni in particolare degli apparati respiratorio, muscolare, vascolare e gastroenterico:
Sodio e cloro
La notevole e prevalente presenza dí questi due elementi classifica questa acqua come cloruro-sodica (salsa). La derivazione evidente, dato anche la vicinanza, è quella marina. I due elementi in questione concorrono all'altissima mineralizzazione di questa acqua per circa 2/3 e teoricamente presenta utilizzazione di tipo esterno ed interno.
Calcio e magnesio
Le quantità di calcio (1,178 g/l) e di magnesio (0,603 g/l) presenti assumono un ruolo rilevante per la possibilità di integrare attraverso la bibita tali elementi, fondamentali nella fisiopatologia di vari problemi sanitari. La loro applicazione esterna concorre a determinare effetti vascolari benefici.
Idrocarbonico
La concentrazione di questo ione (0.567 gr/l) la rende carbonica vera e seppur in parte tamponata come carbonato di calcio e magnesio, assume ancoravalenza notevole per le applicazioni esterne (balneoterapia per vasculopatie periferiche) e idropiniche.
Solfati
La qualità notevole (2,896 g/l) di questo ione, fa presumere importanzanotevole su vari disfretti dell'apparato gastroenterico e la possibilità di interazioni con ormoni gastrointestinali
Idrosolfidrico
La sua quantità (12,4 mg/l) la fa rientrare tra le acqua medio sulfuree e quindi utilizzabile nelle varie tipologie di trattamenti termali interni ed esterni.
Boro
Questo elemento presente in quantità considerevoli (34,8 mg/l) crea alcune preoccupazioni all'utllizzo per via idropinica dato che I'esposizione cronica al boro può causare negli animali da laboratorio danni a carico del sistema riproduttivo maschile. In definitiva va sottolineato come il perfetto bilanciamento nafurale delle componenti anioniche e cationiche è in grado di esaltare gli effetti terapeutici dell'idrogeno solforato e di modularne gli eventuali effetti indesiderati.
Sulla base di studi clinico-sperimentali, l'acqua delle Terme dell'Osa si è dimostrata particolarmente efficace e ben tollerata per la cura e la prevenzione delle patologie rinosinusali, sia disreattive che infeffive (riniti allergiche e pseudoallergiche, riniti ipertrofiche e atrofiche, riniti e rinusinusiti croniche infettive) e delle patologie faringolaringee di tipo infiammatorio (faringiti croniche semplici, ipertrofiche e trofiche, laringiti, trachobronchiti, ecc.).
L'acqua delle Terme dell'Osa nebulizzata, utilizzata attraverso inalazioni e aerosol (un reparto è riservato ai bambini), docce micronizzate e ventilazioni polmonari è quindi particolarmente indicata nei processi infiammatori delle vie aeree a più spiccata impronta allergica-iperergica.
Oltre alle cure termali, un particolare interesse è rivolto alle terapie dolci che fanno parte della conquista del benessere secondo la filosofia delle Terme dell'Osa, elaborata sulle esperienze più significative europee di sicuro effetto benefico. L'innovazione più rilevante è nello stretto collegamento tra le terapie termali e quelle del benessere con l'obiettivo di realizzare gradualmente ma senza riserve, un unico sistema terapeutico olistico nella convinzione circa la necessità di considerare tutte le patologie, le disfunzioni, i disturbi, gli squilibri, le carenze, i malesseri come fenomeni tra loro collegati in relazioni più o meno critiche sia sotto l'aspetto squisitamente fisiologico che psicosomatico.

## Situazione attuale
Allo stato attuale le Terme dell'Osa sono chiuse. Altre terme conosciute nella zona circostante sono: Terme di Saturnia (aperte) e Terme di Roselle (allo stato attuale demolite).